# Ciółkowo
Ciółkowo (prononciation : [t͡ɕuu̯ˈkɔvɔ]) est un village polonais de la gmina de Radzanowo dans le powiat de Płock de la voïvodie de Mazovie dans le centre-est de la Pologne.
Il se situe à environ 8 kilomètres à l'ouest de Radzanowo (siège de la gmina), 9 kilomètres au nord-est de Płock (siège du powiat) et à 92 kilomètres au nord-ouest de Varsovie (capitale de la Pologne).
Le village compte approximativement une population de 300 habitants en 2006.

## Histoire
Le territoire de la commune a subi la première escarmouche connu sous le nom de Bataille de Ciołków, lors de l'Insurrection polonaise de 1861-1864 dite insurrection de janvier. La bataille, entre une troupe polonaise non organisée d'environ 100 hommes sous les ordres de Aleksander Rogaliński et une compagnie du Régiment Mourom russe du colonel Kozlaninov, a abouti à la victoire polonaise.
De 1975 à 1998, le village appartenait administrativement à la voïvodie de Płock.